# نيكولاس بيدل (عسكري)
نيكولاس بيدل (بالإنجليزية: Nicholas Biddle)‏ هو عسكري أمريكي، ولد في 10 سبتمبر 1750 في فيلادلفيا في الولايات المتحدة، وتوفي في 7 مارس 1778 في المحيط الأطلسي.